# Збіднення
Збіднення (рос. разубоживание, англ. dilu-tion, mineral dilution; нім. Verarmung f, Erzverdünnung f, Erzgehaltverminderung f) — змішування корисної копалини з пустою породою для корекції якісних параметрів. Те ж саме, що й розубоження. Дія — збіднювання (розубожування).
Збіднення — втрата якості корисної копалини в процесі видобутку. Виражається в зниженні вмісту корисного компонента або корисної складової у видобутій гірській масі в порівнянні з їх вмістом у масиві внаслідок домішування до неї пустих порід або некондиційної корисної копалини, а також втрат частини корисного компонента або корисної складової при видобутку, транспортуванні або переробці (наприклад, у вигляді втрат збагаченого дрібняка, при вилуговуванні корисного компонента і т. д.). Р. характеризується коеф. розубожування (коеф. втрати якості) р, що дорівнює різниці між вмістом корисного компонента в погашених балансових запасах (с) і у видобутій корисній копалині (а), віднесеній до вмісту корисного компонента в погашених балансових запасах (с): р = (с — а)/с.